# Battaglia di Hong Kong
La battaglia di Hong Kong si svolse tra l'8 e il 25 dicembre 1941, tra le truppe dell'Impero giapponese e quelle dell'Impero britannico, nell'ambito della seconda guerra mondiale nell'oceano Pacifico. Si concluse con la vittoria dei giapponesi a la conseguente occupazione, da parte di questi, del territorio di Hong Kong, allora possedimento coloniale britannico.

## Antefatti
Il pericolo che il territorio di Hong Kong, colonia britannica dal 1841, potesse essere attaccato dalle forze imperiali giapponesi era divenuto, negli anni che precedettero la seconda guerra mondiale, sempre più concreto. Con lo scadere dell'alleanza anglo-giapponese nel 1923 e il progredire della seconda guerra sino-giapponese, la posizione della colonia divenne infatti sempre più precaria. Nell'ottobre 1938 i giapponesi occuparono Canton, segnando così l'accerchiamento del possedimento britannico di Hong Kong, costituito dall'omonima isola, dall'area urbana di Kowloon e dai Nuovi Territori, situati questi ultimi due sulla terraferma e separati dall'isola da uno stretto braccio di mare.
Studi effettuati del Ministero della Difesa britannico avevano concluso che sarebbe stato molto difficile difendere la colonia in caso di attacco giapponese, ma nella metà degli anni trenta si decise comunque di realizzare delle opere di fortificazione: a partire dal 1936 venne in particolare realizzata la Gin Drinkers Line (letteralmente 'Linea dei bevitori di gin'), una linea fortificata di bunker, trincee e postazioni per l'artiglieria, realizzata sul modello della Linea Maginot francese.
Allo scoppio della seconda guerra mondiale, data la necessità di concentrare le proprie forze in Europa e in Nordafrica, fu presa la decisione di ridurre la guarnigione di Hong Kong ad una presenza puramente simbolica.
Nel settembre 1941, tuttavia, su proposta del Air Chief Marshal (Maresciallo dell'aria) Sir Robert Brooke-Popham, comandante in capo delle forze britanniche in estremo oriente (British Far East Command), fu deciso che un aumento delle forze ad Hong Kong avrebbe avuto il duplice effetto di fungere da deterrente militare verso i giapponesi, e allo stesso tempo di rassicurare il leader cinese Chiang Kai-shek sulle intenzioni britanniche di mantenere una presenza in quel settore, in funzione anti-giapponese.
Nell'ottobre 1941 fu dunque accettata la proposta del Governo Canadese di inviare ad Hong Kong una missione militare, denominata C Force, composta da un Comando Brigata e da due battaglioni di fanteria, i Winnipeg Grenadiers dalla provincia di Manitoba e i Royal Rifles of Canada dal Québec, per un totale di circa 2 000 uomini. Tali unità, composte da reclute poco addestrate e prive di buona parte dell'equipaggiamento previsto, arrivarono ad Hong Kong il 16 novembre 1941.

## Le forze in campo
La guarnigione britannica di Hong Kong si presentava allo scoppio della guerra nel Pacifico come un insieme abbastanza eterogeneo di unità del British Army (l'esercito regolare britannico), del British Indian Army (l'esercito coloniale anglo-indiano), del First Canadian Army (la forza armata canadese che combatté nella seconda guerra mondiale) e del Hong Kong Volunteer Corps, composto quest'ultimo da volontari locali e costituente la parte numericamente principale di tutta la guarnigione. A questi si aggiungevano due reggimenti di artiglieria costiera, tre batterie di artiglieria campale, reparti del genio, della logistica e della sanità.
Il 7 dicembre 1941 l'Ordine di battaglia della fanteria della guarnigione di Hong Kong era il seguente:
- 2º Battaglione, The Royal Scots (The Royal Regiment)
- 1º Battaglione, The Middlesex Regiment
- 5º Battaglione, 7th Rajput Regiment  oggi
- 2º Battaglione,  14th Punjab Regiment  oggi
- The Winnipeg Grenadiers  oggi
- The Royal Rifles of Canada  oggi
- Hong Kong Volunteer Defence Corps (HKVDC)  oggi

Tali forze erano state divise dal Comandante della guarnigione, il generale di divisione (Major General) Christopher Michael Maltby, in due brigate: la Kowloon Brigade, comprendente i Royal Scots e i reggimenti indiani, responsabile della difesa della aree sulla terraferma, e la Hong Kong Brigade, comprendente i Middlesex e i canadesi, deputata invece alla difesa dell'isola di Hong Kong.
Il supporto aereo era molto modesto, essendo costituito da appena tre aerosiluranti-ricognitori Vickers Vildebeest e da due idrovolanti Supermarine Walrus. Infine, l'appoggio navale era del tutto assente, avendo ricevuto tutte le unità della Royal Navy presenti nel settore l'ordine di raggiungere il porto di Singapore.
La forza complessiva della guarnigione, considerando anche i volontari cinesi e locali, non superava le 15 000 unità.
Da parte giapponese, invece, l'offensiva fu improntata su potenza e velocità di esecuzione, una costante nella travolgente espansione dell'Impero Giapponese dei primi mesi di guerra.
L'intero settore operativo del Pacifico sud-occidentale era di competenza del Gruppo Armate Sud (Nanpo gun) del Maresciallo Hisaichi Terauchi, il quale incaricò della conquista di Hong Kong la 33ª Armata del Tenente Generale Takashi Sakai. Questa grande unità dell'Esercito imperiale giapponese (Dai-Nippon Teikoku Rikugun, letteralmente 'Esercito dell'Impero del Grande Giappone') costituita nel giugno 1941, fu responsabile delle operazioni nella Cina meridionale sino al suo scioglimento nell'agosto 1945. Nell'attacco alla colonia britannica schierava la 38ª Divisione, basata sui reggimenti di fanteria 228º, 229º e 230º, e comprendente unità di artiglieria campale e contraerei, reparti corazzati, del genio e della sanità. A supporto di questo forte contingente vi erano aerei da caccia e da bombardamento con base nei vicini aeroporti cinesi, mentre l'appoggio navale era garantito dalla 2ª Flotta, operante nel mar Cinese meridionale.

## La battaglia
L'attacco giapponese iniziò alle 08:00 dell'8 dicembre 1941 (ora locale di Hong Kong), appena 8 ore dopo l'attacco di Pearl Harbor. I giapponesi si garantirono immediatamente la superiorità aerea con un'incursione di dodici bombardieri sull'aeroporto di Kai Tak, distruggendo al suolo quattro dei cinque velivoli militari lì stazionati e quasi tutti gli apparecchi civili. Il personale di terra della RAF si univa allora ai reparti combattenti della fanteria, mentre le unità della Royal Navy salpavano alla volta della fortezza di Singapore.

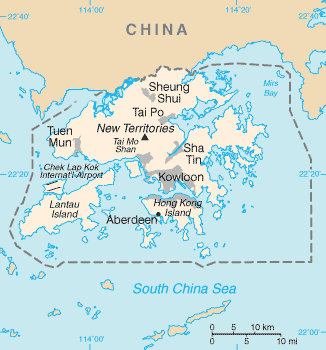
Carta della colonia di Hong Kong

Le forze di terra britanniche decisero di ritirarsi dal fiume Shenzhen, segnante il confine terrestre della colonia, per schierare i tre battaglioni della Kowloon Brigade lungo le alture della Gin Drinkers Line. Questa linea difensiva fu tuttavia rapidamente sfondata presso il ridotto Shing Mun nella mattinata del 10 dicembre, e l'11 iniziarono le operazioni di evacuazione della stessa Kowloon, sotto continui bombardamenti aerei e di artiglieria giapponesi. Il 13 dicembre tali operazioni venivano completate e i Rajputs, retroguardia delle forze imperiali britanniche, lasciavano per ultimi la terraferma ritirandosi sull'isola di Hong Kong, dove il generale Maltby intendeva proseguire la difesa ad oltranza.
Due offerte di resa giapponesi, presentate il 13 e il 17 dicembre, furono respinte dal governatore della Colonia Sir Mark Young. I preparativi giapponesi per attraversare il canale che separa l'isola dalla terraferma, largo in alcuni punti anche 2 km, durarono alcuni giorni, durante i quali furono battute le posizioni difensive nemiche con artiglieria, mortai e incursioni aeree. Le forze britanniche erano state divise in due brigate, responsabili rispettivamente dei settori est e ovest dell'isola. La notte del 18 dicembre ci fu il primo sbarco nel settore di nord-est, seguito subito dal sopraggiungere di numerosi rinforzi. La mattina seguente, ordinate le proprie forze, le truppe giapponesi iniziavano a penetrare verso l'interno dell'isola, e i combattimenti si fecero particolarmente duri. Quella notte, circa 20 artiglieri di una batteria posizionata presso l'area di Sai Wan furono assassinati dopo essersi arresi, e il mattino del 19 dicembre i giapponesi investirono il passo di Wong Nai Chung, un passaggio strategico che divide in due l'isola di Hong Kong, precedentemente fortificato dai britannici e difeso dalla fanteria canadese. Il combattimento proseguì durissimo per tutto il giorno, il generale di brigata canadese Lawson nel tardo pomeriggio comunicò che il nemico aveva invaso il suo quarter generale, e che si combatteva ormai all'arma bianca. Uscì per unirsi ai suoi uomini e cadde insieme a loro quella stessa sera. In quello stesso scontro restava ucciso il sergente maggiore John Robert Osborn dei Winnipeg Grenadiers, primo canadese ad essere insignito, postumo, della Victoria Cross nella seconda guerra mondiale.
Entro sera ai giapponesi erano state inferte più di 600 perdite tra caduti e feriti, tuttavia la resistenza canadese era stata spezzata e il passo forzato, portando così le truppe nipponiche, la mattina del 20 dicembre, a dividere in due l'isola di Hong Kong, con i difensori britannici intrappolati nella parte occidentale e nella penisola di Stanley. La situazione si presentava disperata, con le truppe britanniche impossibilitate a qualunque azione di contrattacco, causa la assoluta disparità di forze in campo, e il progressivo esaurirsi delle scorte idriche, avendo i giapponesi catturato tutti i centri di raccolta e interrotto gli acquedotti.
Il 21 dicembre al Governatore Young veniva inviato un messaggio da parte del Primo Ministro britannico Winston Churchill. «...non bisogna indulgere in pensieri di resa», scriveva Churchill nel suo messaggio, «Ogni parte dell'isola deve essere contesa e al nemico si deve opporre la più tenace resistenza. [..] Si dovrà combattere accanitamente sulle linee difensive arretrate e, se possibile, casa per casa». Nonostante la situazione compromessa, questi ordini vennero eseguiti.
L'offensiva giapponese continuò violentissima per altri quattro giorni. La mattina del 25 dicembre truppe nipponiche penetrarono in un ospedale da campo britannico presso il St. Stephen's College di Stanley, torturando e assassinando più di 60 soldati feriti lì ricoverati. Quello stesso pomeriggio, con la situazione giunta al limite della resistenza, gli ufficiali britannici e il Governatore Young firmarono l'atto di resa presso il Comando giapponese, al terzo piano del Peninsula Hotel di Hong Kong.
La battaglia per Hong Kong era durata diciotto intensi giorni. Era la seconda colonia della corona britannica a cadere in mano nemica durante la Seconda Guerra Mondiale (la prima era stata il Somaliland, Conquista italiana del 19 agosto 1940), la terza dopo Yorktown, nel 1781, durante la guerra d'indipendenza americana.

## Occupazione giapponese di Hong Kong
Il 25 dicembre 1941 è ricordato, nella storia di Hong Kong, come il "Natale nero". Nei giorni immediatamente successivi alla capitolazione le truppe giapponesi si macchiarono di numerose uccisioni di massa di civili cinesi, e si stima abbiano violentato circa 10 000 donne.
Il generale Isogai Rensuke divenne il primo governatore giapponese di Hong Kong. Nei tre anni e otto mesi di dominazione giapponese, la carenza di cibo e le malattie che ne seguirono causarono la morte o la migrazione di migliaia di abitanti, e delle 1,6 milioni di persone che abitavano l'isola prima della guerra, nell'agosto 1945 non ne restavano che 600 000 Fino alla fine della guerra fu attiva nei Nuovi Territori una limitata guerriglia da parte dei cinesi, cui i giapponesi risposero sempre con brutale ferocia, razziando e distruggendo diversi villaggi.

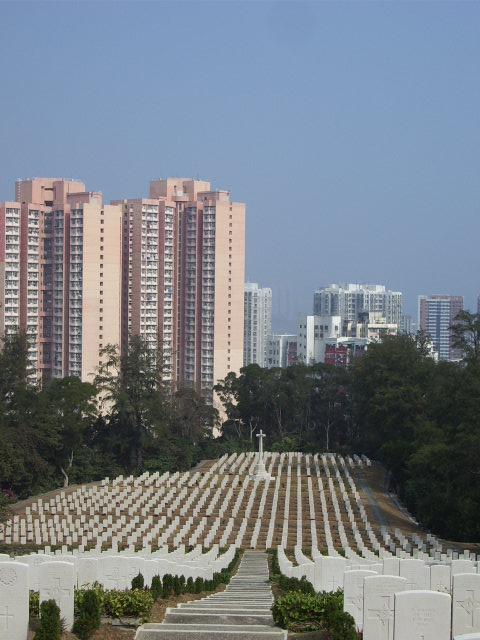
Il cimitero militare di Sai Wan

I civili cittadini di paesi nemici (circa 2400) furono internati in un campo di prigionia a Stanley, mentre gli 8 500 soldati presi prigionieri furono inviati in campi di prigionia in Giappone e in Indocina.
Al termine del conflitto, il generale Takashi fu condannato a morte dal Tribunale Cinese per i crimini di guerra e fucilato il 30 settembre 1946, mentre il generale Rensuke venne condannato all'ergastolo.
Con la fine della guerra nel Pacifico fu ristabilita la sovranità britannica su tutto il territorio di Hong Kong, e venne realizzato un cimitero militare a Sai Wan, nel quale trovano posto le salme di 1 528 soldati alleati caduti durante la guerra, per lo più militari del Commonwealth ma anche di altre nazionalità, compresi alcuni marinai olandesi.